# Dethawia splendens
Dethawia splendens är en växtart i släktet Dethawia och familjen flockblommiga växter.
Arten är en perenn ört som förekommer i Pyreneerna. Den beskrevs först av Philippe Picot de Lapeyrouse som Ligusticum splendens, och fick sitt nu gällande namn av Michel François-Jacques Kerguélen 1993. Utöver nominatformen finns även underarten D. splendens subsp. cantabrica.